# Pinky und der Millionenmops
Pinky und der Millionenmops (alternative Schreibweise: Pinky und der 1.000.000 Mops) ist ein Familienfilm von Stefan Lukschy aus dem Jahre 2001. Er basiert sehr frei auf dem Kinderkrimi „Detektiv Pinky“ von Gert Prokop aus dem Jahre 1982.

## Handlung
Der Waisenjunge Pinky lebt bei seinen Zieheltern Pommer, genannt Punk und Blindschleiche, mit seinem besten Freund Monster und den Zwillingen Wumm und Peng, die seit dem Verlust der Eltern nur die zwei Worte „Wumm“ und „Peng“ sagen können. Pinky hat einen großen Traum, Detektiv zu werden, so wie Allan Pinkerton, daher auch sein Spitzname. Außerdem experimentiert er gerne mit Modellflugzeugen und Modellhubschraubern, in die er einen Chip einbaut. Während eines dieser Experimente landet das Flugzeug im Garten vom Millionär und Restaurant- und Einkaufskettenbesitzer Jonathan Morgan, der am selben Tag durch eine Bombe eine Drohung erhalten hat, mit der Info „Ihre Zeit ist abgelaufen“. Der Chip fliegt aus dem Flugzeug und wird von Morgans Mops Arnold verschluckt.
Außerdem bekommt die Familie Pommer einen Zuwachs: Die kleine Diana will sich von ihren Eltern trennen und findet in der Familie von Punk und Blindschleiche ein neues Zuhause. Sie freundet sich schnell mit Pinky und Monster an.
Als Pinky und Monster in einem Burgerladen von Morgan sind, kommt ein ärmlich aussehender alter Mann, der um Essen bettelt. Pinky kauft ihm einen Burger für 2,20 DM, den dieser aber wegwirft und das Geld behält und damit mit einem Auto verschwindet. Pinky weiß nicht, dass es eigentlich Morgan selbst ist, der auf diesem Wege versucht, seine Mitarbeiter undercover auszuspionieren. Als Pinky bei der Verfolgungsjagd von Inspektor Kolumbus angehalten wird, konnte er sich aber noch das Kennzeichen merken und erfährt so Morgans Adresse.
Bei Morgan angekommen lernen sich Pinky und Morgan kennen. Morgan ist beeindruckt, wie Pinky ihn finden konnte und beauftragt ihn kurz darauf mit einem Fall: In seinem Kaufhaus wird in letzter Zeit oft eingebrochen ohne das Spuren hinterlassen werden. Der Chef des Ladens, Morgans Neffe Philip, der wie sein Bruder, der verrückte Erfinder Frank, gerne an Morgans Erbe will, vergisst immer wieder, Kassetten in die Überwachungskamera einzulegen und Morgan will keinen Nachtwächter einstellen. Darum soll Pinky es herausfinden. Nachdem Pinky einen Test bestanden hat, mit dem er sich für den Fall bei Morgan qualifiziert hat, fängt er an, den Laden zu überprüfen. Als er nachts im Laden bleibt, bemerkt er auch den Dieb, der ihm aber entwischt. Pinky schafft es aber, die Polizei zu rufen und sie enttarnt den Dieb als Ladendetektiv Moser, der daraufhin verhaftet wird. Als Belohnung bekommt Pinky 50 DM und eine Gartenparty bei Morgan. Auf dem Weg vom Tatort wird Morgan fast angefahren. Pinky schließt aus den vorherigen Ereignissen, dass jemand Morgan nach dem Leben trachtet.
Während Pinky weiter sucht, was an der Drohung und dem Anschlag ist, u. a. mit einem neuen Überwachungshubschrauber, spricht Morgan mit seinem Finanzberater, dem schmierigen Dr. Webster, über sein Erbe. Nachdem Morgan die Nase voll hat, von seinen Neffen daran erinnert zu werden, vererbt er alles, zur großen Überraschung von allen, seinem Mops Arnold.
Als Morgan Pinky als Voranzahlung einen neuen Fernseher kaufen will, merkt er, dass Arnold verschwunden ist. Sofort machen sich Pinky und seine Freunde an die Arbeit, den entführten Mops zu finden. Dabei hilft ihnen der Chip, den Arnold zuvor verschluckt hat. Der Weg führt sie in eine verlassene Gegend, wo Arnold gefesselt gefunden wurde. Um sicher zu gehen, dass der Entführer gefasst wird, wollen sie Morgan zum Tatort bringen, wobei Monster und Prinzessin auf Arnold aufpassen sollen. Unterwegs zum Tatort im Auto sehen sich Pinky und Morgan die Überwachungsaufnahme der Kamera an Pinkys Fluggeräten an. Dadurch wird erkennbar, dass Dr. Webster an der Bombe beteiligt ist. Aber Pinky will Beweise sammeln. Auf einmal gerät das Auto ins Schleudern und Morgan wird verletzt. Im Krankenwagen fahren Pinky, Morgan und Leontine zum Tatort und Pinky sucht gleich seine Freunde. Dort wird er aber von einem Verbrecher festgehalten und mit Monster und Diana an einen Eisenbahnwaggon gefesselt. Der Verbrecher gibt sich tatsächlich als Dr. Webster zu erkennen und verrät seinen Plan, dass er selbst an Morgans Erbe kommen wollte, aber weil Arnold Universalerbe wurde, wollte er Arnold entführen und Morgan und Leontine durch einen Autounfall umbringen, um an das Erbe zu kommen. Nun will er auch die Kinder umbringen, wird aber von Morgan und Leontine erwischt. Webster wird daraufhin von der Polizei festgenommen, Arnold wird gerettet und Morgan bietet Pinky an, ihn zu adoptieren. Pinky nimmt an und er zieht, wie vorher vereinbart, mit allem, was er hat (seine Freunde), zu Morgan und Leontine. Und auf einmal haben auch Wumm und Peng angefangen, richtig zu sprechen. Auch Frank und Phillip bleiben im Haus, aber als Dienstpersonal.

## Unterschiede zur Buchvorlage
- Die Originalhandlung der Novellen spielt in der fiktiven Stadt Kittsburgh im Staat New York. Der Film spielt in einem nicht genannten Ort in Deutschland. Jedoch hat ein Krankenwagen, der den verletzten Morgan fährt, das Schild „Krankentransport Ost/West“, den es nur in Leipzig gibt.
- Das Originalbuch hat keine durchgehende Handlung, sondern besteht aus verschiedenen Novellen, die unterschiedliche Kunden beinhaltet. Hier löst Pinky nur zwei Fälle, die Jonathan Morgan direkt betreffen. Im Roman gibt es außerdem kleine kritische Anspielungen auf die Gesellschaft, die hier so gut wie gar nicht vorkommen, etwa Kritik an Senatoren der USA.
- Da das Originalbuch in den USA der 1980er Jahre spielt, gibt es immer wieder Anspielungen auf das Leben der USA, etwa wird die Hymne erwähnt, bestimmter alltäglicher Slang, die Sesamstraße etc. Der Film spielt im heutigen Deutschland (2000–2001) und beinhaltet im Dialog so gut wie keine Anspielungen auf das Leben in Deutschland oder auf deutsche Alltagskultur.
- Jonathan Morgan kommt in wenigen Novellen vor und jede neue Novelle stellt neue Figuren vor, die Klienten von Pinky sind. Im Film ist Morgan die Hauptfigur als einziger Klient.
- Von den Originalfiguren gibt es neben Pinky, Jonathan Morgan, Monster und der Prinzessin noch ihre Zieheltern Punk (im Original Potter, aufgrund des Nachnamens der Eltern) und Blindschleiche. Die Eltern heißen im Film Pommer.
- Außerdem heißt Prinzessin im Film Diana, in Anlehnung an Lady Di (was auch wörtlich im Film genannt wird). Im Buch heißt sie Marie, in Anlehnung an Marie-Antoinette.
- Im Film wird Pinkys voller Name, der im Buch Absolon W. Beaver lautet, nie genannt.
- Im Originalroman verlangt Pinky für seine Dienste Tierspenden für den lokalen Zoo oder Zirkuskarten für sich und Monster. Im Film bekommt er Geld, Partys und verlangt auch einen Fernseher.
- Am Ende des Buches hilft Pinky seinem Freund Monster dabei, adoptiert zu werden. Im Film wird Pinky selbst von Morgan adoptiert, wobei er dann seine Freunde mit ins Haus holt und sie automatisch mitadoptiert werden.

## Interessantes
- Die Geschichte um den Ladendetektiv ist angelehnt an die Novelle Nachts sind alle Katzen grau aus dem Originalbuch.
- Die Figur des Inspektors Kolumbus ist angelehnt an die Figur Captain Henderson aus dem Originalbuch.
- Der Film wurde in Leipzig gedreht. Die Kulisse für das Leiterbüro des Morgan-Kaufhauses war ein Büro in der Speckhof-Passage. Morgans Modegeschäft befindet sich am Leipziger Neumarkt. Zu sehen sind außerdem viele Straßen der Leipziger Innenstadt und auch der berühmte „Auerbachs Keller“.
- In einem kurzen Auftritt als Verkäufer im Tierladen ist der Leipziger Schauspieler und Kabarettist Thorsten Wolf zu sehen, der seit 2006 auch als Tierpfleger Conrad Weidner in Tierärztin Dr. Mertens mitspielt.

## Kritik
Neues Deutschland schrieb im August 2001: „Regisseur Stefan Lukschy inszeniert die Suche nach den Bösewichtern als nettes Tisch-Feuerwerk, munter, partiell recht spannend - aber auch ein bisschen belanglos. Dass aus dem Stoff nicht mehr herausgeholt wurde, lag wohl weniger an ihm, sondern an einigen Grundsatzentscheidungen der Produktion. Eine davon, für den Film vielleicht die wichtigste, mag gewesen sein, möglichst wenig gesellschaftliche Realität in die Handlung einfließen zu lassen.“
Das Filmlexikon Zweitausendeins schreibt dazu: „Ein elfjähriger Waisenjunge, der dem großen Detektiv Pinkerton nacheifert, hilft einem Kaufhausbesitzer gleich mehrfach aus der Klemme und findet mit seinen Freunden dessen entführten Mops, den der Millionär als Alleinerben einsetzte. Kindliche Unterhaltung, die die Wirklichkeit weitgehend ausklammert und in erster Linie Kinderfantasien bedient. Auch wenn die Hektik amerikanischer Produktionen vermieden wird, kann der Film nicht rundum überzeugen, da die Anbiederung ans Zielpublikum mitunter zu plakativ ausgefallen ist.“